# Cratere Vivaldi
Vivaldi è un cratere da impatto sulla superficie di Mercurio.
Il cratere è dedicato al compositore italiano Antonio Vivaldi.